# Storm van 13 november 1972

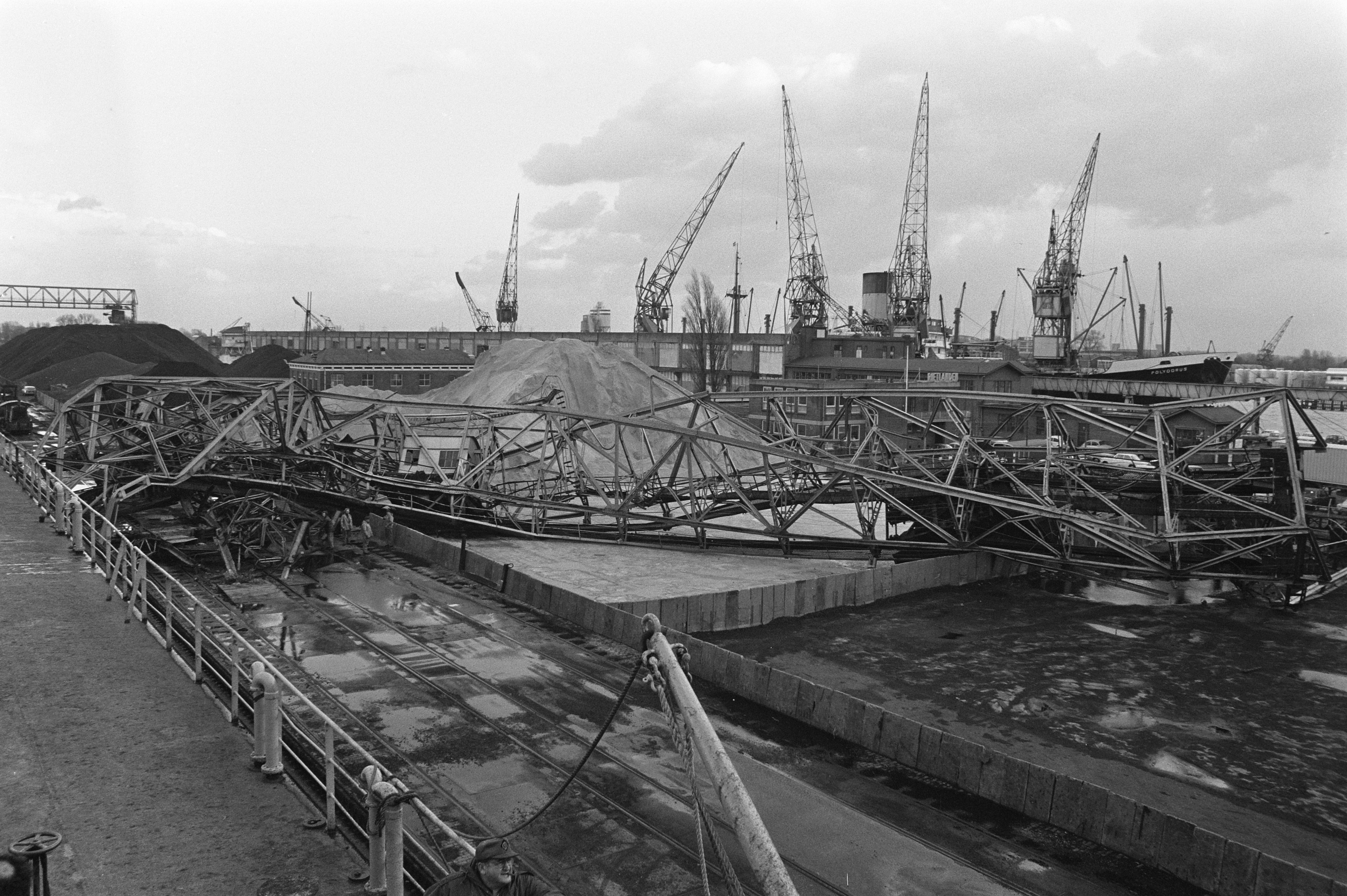
Een omgevallen kraan in de Amsterdamse haven

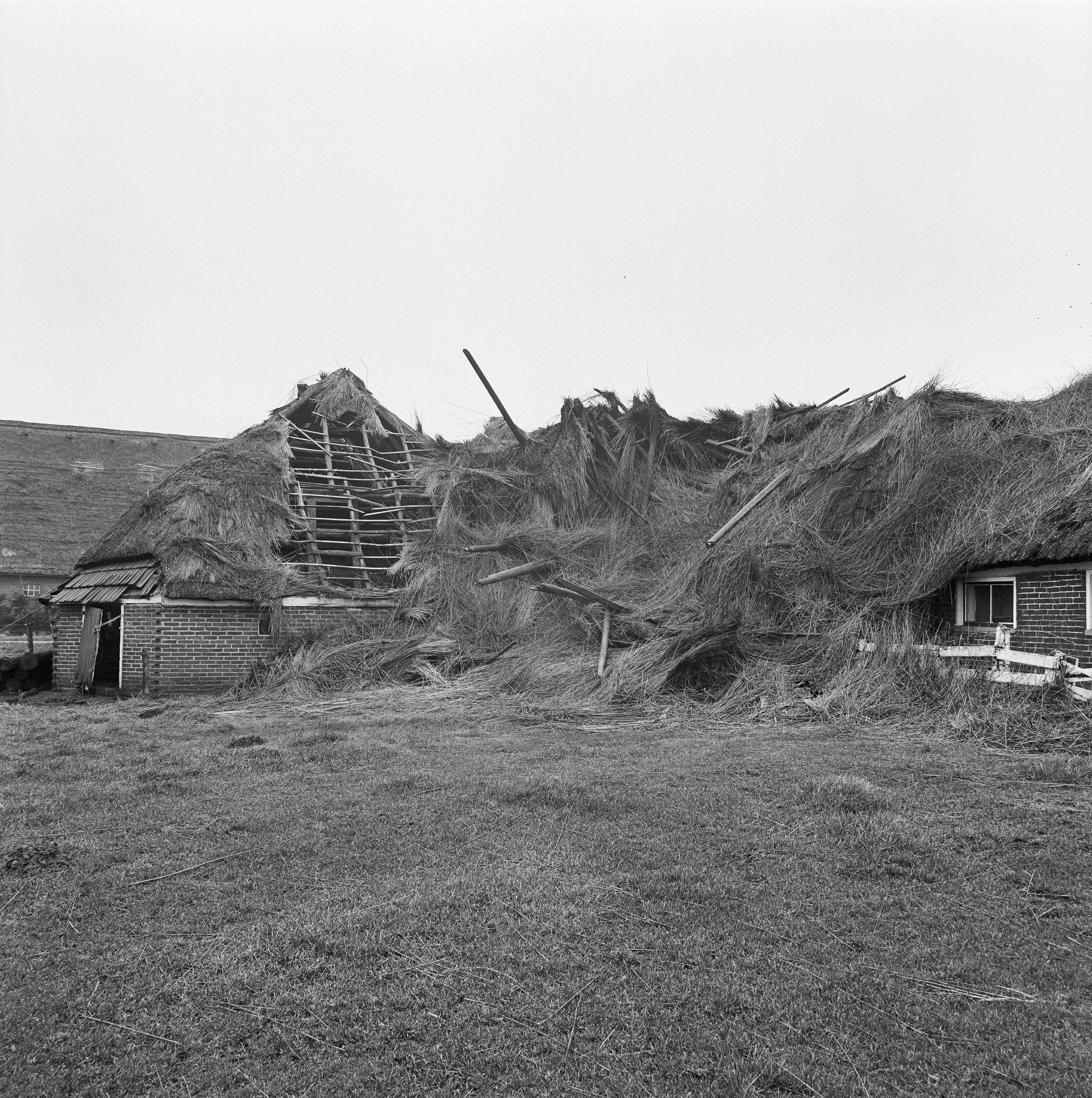
Schade aan een monumentale boerderij in Zeijen

De storm van 13 november 1972 was een hevige storm die woedde over Ierland, Groot-Brittannië, Frankrijk, Nederland, België, Duitsland, Polen en Denemarken. De storm ontwortelde vijf miljoen bomen en doodde 54, volgens Duitse gegevens zelfs 73 mensen, van wie negen Nederlanders en zeven Belgen. De storm staat in Duitsland en Engeland bekend onder de naam Quimburga.

## Kenmerken
De depressie die de storm veroorzaakte, was boven de Noordelijke Atlantische Oceaan ontstaan, ongeveer 700 km ten oosten van Newfoundland en 600 km ten noorden van het Amerikaanse weerschip D, een gebied waar veel depressies hun oorsprong hebben. Met een vrijwel constante snelheid van 85 km/u trok de storm naar het oosten. Op 13 november, ongeveer om 1 uur 's nachts, bereikte de storm de Noordzee. Daarna werd de depressie in versneld tempo dieper, waardoor de windsnelheid groter werd. De kern van de stormdepressie trok over de Noordzee, juist ten noorden van Nederland naar Duitsland. In feite kan worden gezegd dat de schade in de zuidwestelijke helft van Nederland werd aangericht door een storm uit zuidwest tot west en in noordoostelijke helft door een storm uit west tot noordwest.
In Nederland werd aan de kust en op zee een hoogste uurgemiddelde gemeten van 112 kilometer per uur, net geen windkracht 12. De hoogste gemeten windstoot was 144 km/uur. In België werden in Antwerpen en Luik windstoten tot 145 km/uur gemeten.

## Verdere gevolgen
In Castricum aan zee liep het Chinese vrachtschip "Wan Chun", bijgenaamd de "bananenboot", door de storm vast op het strand en stond scheef. Het schip kreeg veel bekijks van dagjesmensen. Pogingen het schip vlot te trekken bij vloed door het wegzuigen van zand mislukte waarbij het schip uiteindelijk kantelde en lange tijd op het strand bleef liggen. In 1974 werd het schip uiteindelijk ter plekke gesloopt en de bruikbare restanten afgevoerd naar de Hoogovens.
In de havens van Zeebrugge, Rotterdam, Amsterdam, Delfzijl, Emden, Wilhelmshaven, Bremerhaven, Bremen en Hamburg ontstond grote schade door omgevallen kranen en door van hun ankers losgeslagen schepen.
Op land was de schade eveneens enorm. De toren van de Sint Willibrorduskerk in Sappemeer en van de Sint-Petruskerk (Oldenburg) stortten naar beneden.
In Drenthe en op de Veluwe waaiden 7 miljoen bomen om, in totaal 17.500 hectare. Tien procent van alle bomen in de bossen van Nedersaksen waaide om; bij het opruimen van deze omgevallen bomen kwamen na de storm nog eens ongeveer 20 mensen door omvallende andere bomen of zware boomtakken om het leven. Te Nordenham stortte een opslagloods van een asbest verwerkend bedrijf in, nadat de storm het dak eraf had geblazen. 60.000 ton asbestgranulaat en -poeder kwam daardoor vrij. De plaatselijke brandweer hield het nat om te voorkomen dat kankerverwekkende asbeststof naar het naburige Bremerhaven waaide.
In  Bremen waaiden bij station Bremen Hauptbahnhof grote stukken beton van een hotel naar beneden. Brokstukken vielen op een bushalte. Twee mensen, die daar op de tram of op vertrek van een daar staande bus stonden te wachten, vonden de dood; vier anderen raakten ernstig gewond.

## Kunst
De weerkaart van deze storm vormt de basis van het kunstwerk op het plein voor de hoofdingang van het KNMI in De Bilt.